# Kerri Walsh Jennings
Kerri Walsh, född 15 augusti 1978 i Santa Clara, Kalifornien, är en amerikansk beachvolleybollspelare.
Walsh har tillsammans med Misty May-Treanor tre OS-guld (Aten 2004, Peking 2008 och London 2012) och tre VM-guld (Rio de Janeiro 2003, Berlin 2005 och Gstaad 2007).

## Fotnoter
1. ↑  Encyclopædia Britannica, Encyclopædia Britannica Online-ID: biography/Kerri-Walshtopic/Britannica-Online, läst: 9 oktober 2017.[källa från Wikidata]